# Il tunnel (Dürrenmatt)
Il tunnel (Der Tunnel) è un racconto di Friedrich Dürrenmatt, che uscì nel 1952. La storia appare nel libro Il tunnel (1964). Appartiene ai lavori più significativi di Dürrenmatt ed è un classico del racconto surrealistico. Con l'inizio della storia Dürrenmatt intende parodiare Thomas Mann: infatti la prima frase è molto lunga e intrecciata, e per di più il protagonista del racconto è su un treno e gli piacciono i sigari, proprio come il giovane ne La montagna incantata (Der Zauberberg).

## Trama
Il protagonista è un anonimo studente di 24 anni, grasso e fumatore di sigari, che sta prendendo il solito treno per raggiungere l'università, diretto a un seminario che sa già di voler marinare. Sorprendentemente, però, quando il treno entra in un piccolo tunnel, la galleria non finisce. L'oscurità continua per dieci, quindici e poi venti minuti. Lo studente pensa inizialmente di aver sbagliato treno, ma al suo arrivo il controllore lo smentisce. L'anonimo protagonista comincia quindi a innervosirsi, al contrario degli altri passeggeri del suo vagone - una ragazza intenta a leggere un romanzo e un signore che gioca a scacchi da solo - che sono calmi perché apparentemente non comprendono l'imminente catastrofe.
Venuto a sapere dal controllore che il capotreno si trova in testa al treno, lo studente ripercorre i vagoni al contrario e, una volta trovato il capotreno, gli domanda il motivo per cui il tunnel non finisce. All'inizio il capotreno è evasivo, ma in seguito dimostra di essersi accorto dell'anomalia, e conduce con sé lo studente nella locomotiva, che si rivela vuota. Il capotreno informa quindi lo studente del fatto che sia il conduttore della locomotiva sia l'addetto al bagagliaio erano saltati giù già 5 minuti dopo che il treno era entrato nel tunnel, poiché avevano capito che non c'era niente da fare. Il tentativo di tirare il freno d'emergenza fallisce, mentre la velocità del treno aumenta costantemente (andando ben oltre il limite consueto di centocinque chilometri orari), precipitando dentro un abisso. 
Alla fine il treno procede completamente in verticale, e i ruoli sembrano qui invertirsi: mentre finora era stato il controllore a rassicurare lo studente, qui è il primo a mostrarsi preoccupato, e a chiedere allo studente cosa potessero fare; lo studente risponde però soltanto con un agghiacciante "Niente".

## Interpretazione
Il treno potrebbe rappresentare l'inevitabilità di una catastrofe in ogni vita, come la morte o l'ignoto; infatti il terrore può irrompere nella vita di una persona senza preavvertimento, e la gente nasconde se stessa dietro la banalità. L'ultima frase del racconto interpreta questo terrore come il volere di Dio, ma ciò non rende il terrore più chiaro.
Un'altra interpretazione del racconto potrebbe essere un commento sociale sull'ignoranza della società dinanzi all'imminente disastro, e come la gente abbia incondizionata fiducia nei loro capi senza che abbiano la minima idea di dove li stiano conducendo. L'ultima frase pronunciata dallo studente commenta la caduta sulla definitiva e autorevole figura, Dio, e di come si riponga la fiducia in false autorità che non faranno altro che far precipitare la società nel baratro.

## Edizioni
- Der Tunnel. Erzählung, Zürich, Diogenes Verlag, 1952.
- Il tunnel, traduzione di Marco Zapparoli, testo originale a fronte, Biblioteca Germanica[1], Milano, Marcos y Marcos, 1984-1996,  p. 59, ISBN 978-88-716-8036-1. - ristampa, Biblioteca Letteraria Nord-Sud, Bellinzona, Edizioni Casagrande, 1988, pp.64, ISBN 978-88-779-5022-2; L'Espresso del giallo, Demetra, 1996, ISBN 978-88-440-0060-8.
- Il Tunnel. Un racconto, trad. di Umberto Gandini, in Racconti, Milano, Feltrinelli, 1988.